# Place Saint-Marc (Venise)
Pour les articles homonymes, voir Place Saint-Marc.
La place Saint-Marc (du nom de l'évangéliste, protecteur chrétien de Venise, saint Marc) se situe au bord du Grand Canal et constitue le cœur de la ville de Venise. On y trouve la basilique Saint-Marc, le campanile de Saint-Marc et le palais des Doges.

## Historique

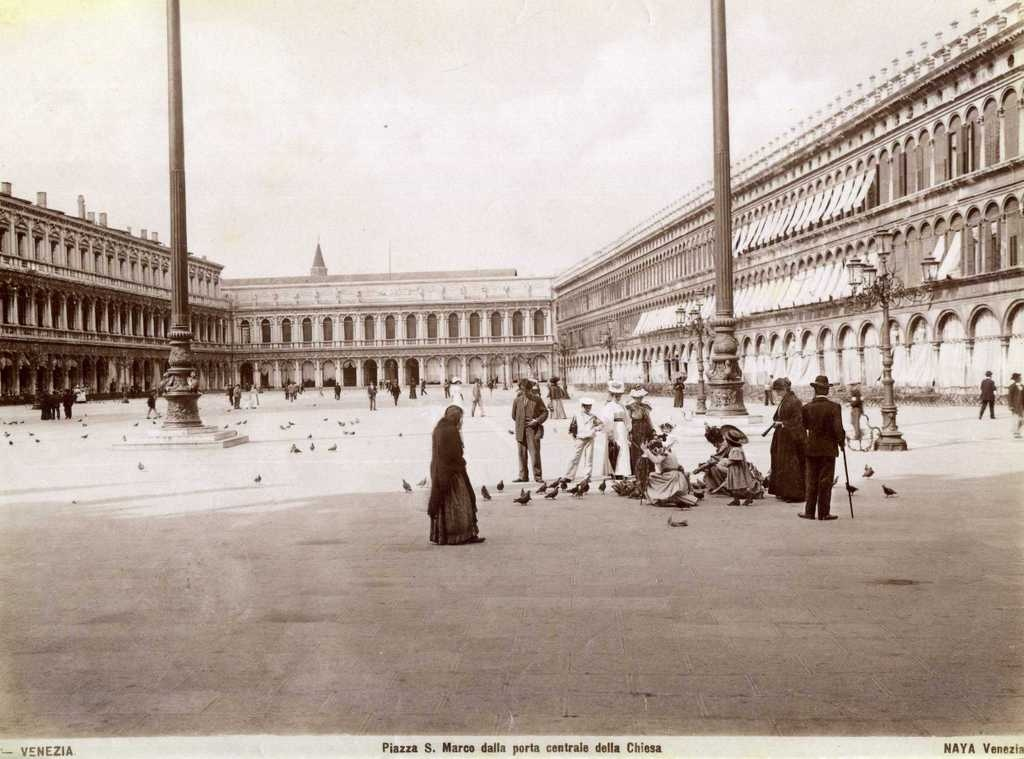
Vue par Carlo Naya.

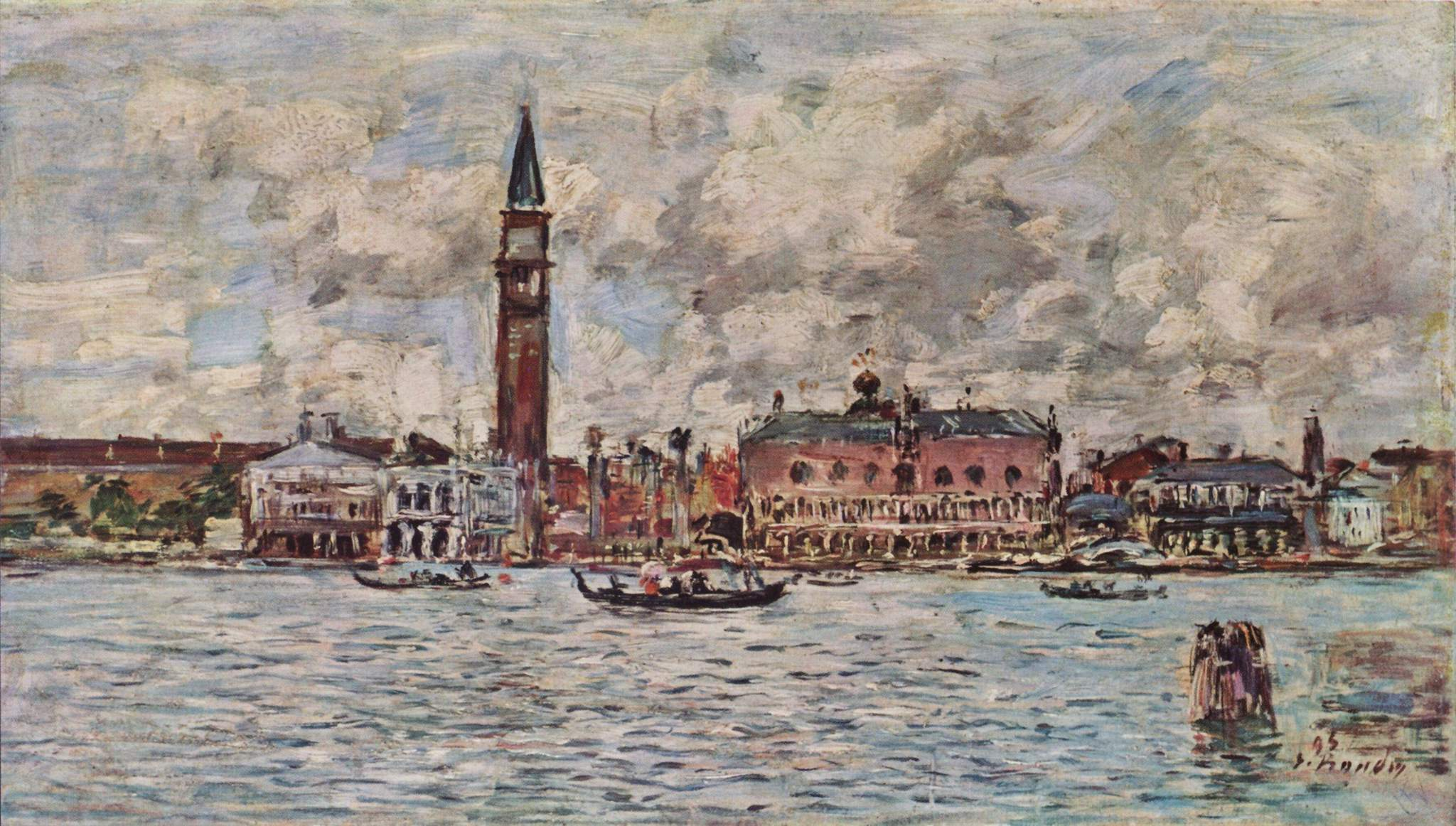
La Place Saint-Marc à Venise, par Eugène Boudin (1895).

Si elle a aujourd'hui un intérêt avant tout historique, architectural et touristique, elle fut dans le passé le centre politique, religieux et économique de la république de Venise. Napoléon Bonaparte la surnomma : « le plus élégant salon d'Europe ».

### Saint Marc
En 826 ou 828, afin de remplacer saint Théodore, le 11e Doge de la ville chrétienne de Venise, Giustiniano Participazio, se cherche un nouveau puissant protecteur céleste pour protéger la ville. Celui-ci doit rivaliser avec Rome et son saint patron saint Pierre. Deux marchands vénitiens se débrouillent pour aller voler les reliques sacrées de saint Marc l'évangéliste dans la petite chapelle du petit port de pêche de Bucoles proche d'Alexandrie en Égypte où il avait souffert le martyre.
Il est à noter que Marc était venu évangéliser la région au Ier siècle par bateau et avait fait naufrage dans la lagune qui allait donner naissance en 452 à la Sérénissime. Un ange lui serait apparu et lui aurait alors dit ces mots : « Paix sur toi Marc mon évangéliste, tu trouveras ici le repos ».

Les reliques subtilisées, on fera alors spécialement construire pour l'occasion la basilique Saint-Marc, afin d'abriter ces reliques auxquelles l'église catholique romaine prêtait à l'époque des pouvoirs divins. Saint Marc devient ainsi le Saint Patron de la ville avec le lion comme symbole (Tétramorphe), au même titre que l'ange pour saint Matthieu, l'aigle pour saint Jean et le taureau pour saint Luc.

### Le lion ailé
Le lion ailé de saint Marc a probablement été fabriqué dans la seconde moitié du Moyen Âge à partir d'une antique statue asiatique de chimère. À l'issue de la campagne d'Italie (1797), les Français du général Bonaparte emportèrent cette sculpture à Paris, où elle fut exposée entre 1804 et 1815 sur la fontaine des Invalides. Rendue à Venise et réparée, elle a retrouvé le sommet de sa colonne en 1816.

### Traditions festives

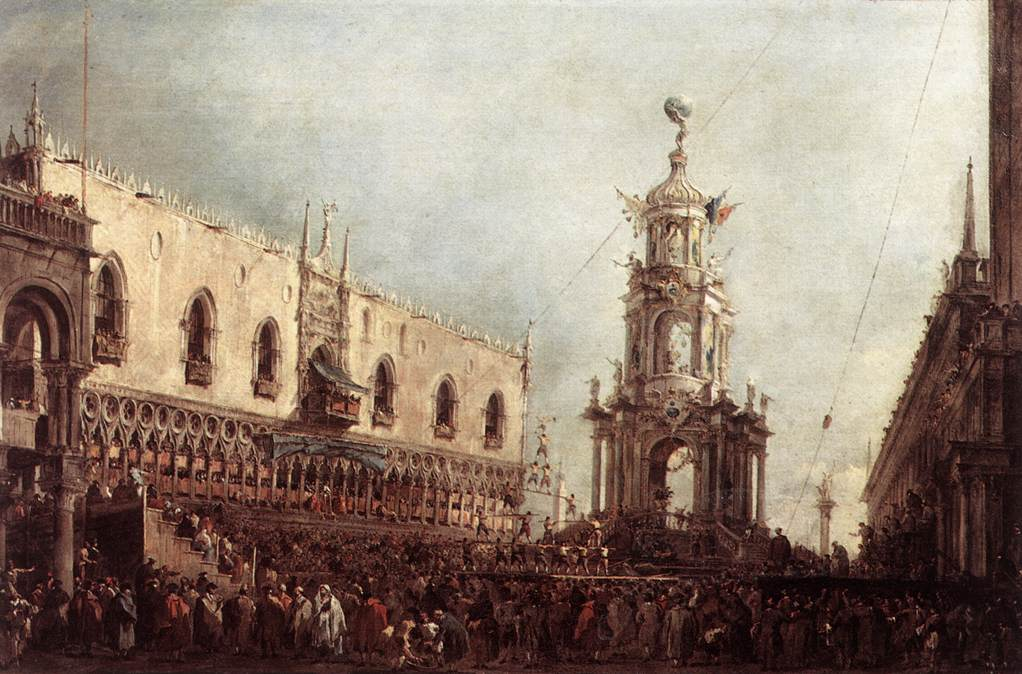
Le Doge de Venise assiste aux fêtes du Jeudi Gras sur la Piazzetta
Francesco Guardi, 1766-1770
Musée du Louvre Paris

Au XVIIIe siècle le jour du Jeudi saint, des joutes avaient lieu sur la place entre les ouvriers de l'Arsenal, les Castellani, et les pauvres pêcheurs de la paroisse San Nicolò dei Mendicoli, les Nicolotti. Ils montaient des pyramides humaines ou marchaient sur des fils tendus au-dessus de la place. Auparavant, cette rivalité traditionnelle entre les deux quartiers, se traduisait par des combats de rues, de canaux et de ponts. En 1705, pris dans l'ivresse de la lutte, ils en avaient oublié de répondre à l'appel des cloches à incendie, et les doges ont dû interdire ces batailles trop meurtrières ou trop prenantes. On retrouvent ces mêmes joutes sur un tableau peint par Gabriele Bella d'après celui de Francesco Guardi, et qui est conservé à la Pinacothèque Querini-Stampalia. La fête célébrait également la victoire en 1164 du patriarche de Grado sur celui d'Aquilée.

## Description
Cette place, la seule à mériter ce titre (piazza) à Venise, toutes les autres s'appelant campo, forme un quadrilatère irrégulier, bordé d'arcades et de monuments remarquables (notamment les Procuraties). Ses arcades abritent des cafés et des boutiques de tourisme dont le célèbre Caffè Florian de 1720 avec son orchestre symphonique en terrasse :
- Au nord, les Procuratie Vecchie et la tour de l'horloge, sous laquelle débouche la « via dei mercerie » qui relie la place Saint-Marc au Pont du Rialto

- Au sud, les Procuratie Nuove comprenant le musée archéologique de Venise, et la Bibliothèque Marciana (ou Libreria Vecchia)

- À l'est, la basilique Saint-Marc, le palais des Doges et le campanile de Saint-Marc

- À l'ouest, opposée à la basilique, l'aile napoléonienne qui héberge le musée Correr et ferme le fond de la place en reliant les anciennes et les nouvelles Procuraties.

La partie de la place qui rejoint le Grand Canal, entre le palais des Doges et la biblioteca Marciana s'appelle « Piazzetta San Marco ». Elle comporte depuis la fin du XIIe siècle deux colonnes surmontées, pour celle de gauche, du lion ailé en bronze de saint Marc l'évangéliste, et pour celle de droite, de saint Théodore en marbre. Une superstition voudrait qu'un vrai Vénitien ne passe jamais entre les colonnes. Il est possible que le fait qu'autrefois c'était le lieu des exécutions capitales y soit pour quelque chose.
La basilique et le palais des Doges sont ouverts au public, ainsi que le sommet du Campanile, accessible par ascenseur. 
La place Saint-Marc, très populaire avec ses fameux pigeons, attire en toute saison une foule de touristes et de photographes.
Sur les trois pans des arcades, de trois à cinq tribunes de quatre à six musiciens de salon, sur les terrasses des cafés, généralement constitués d'un violon, une clarinette ou un saxophone, un accordéon, un piano à queue et une contrebasse à cordes, jouent en alternance plusieurs compositions et mélodies célèbres traditionnelles.
La place Saint-Marc est régulièrement inondée pendant l'acqua alta, les périodes de hautes eaux de la Lagune.

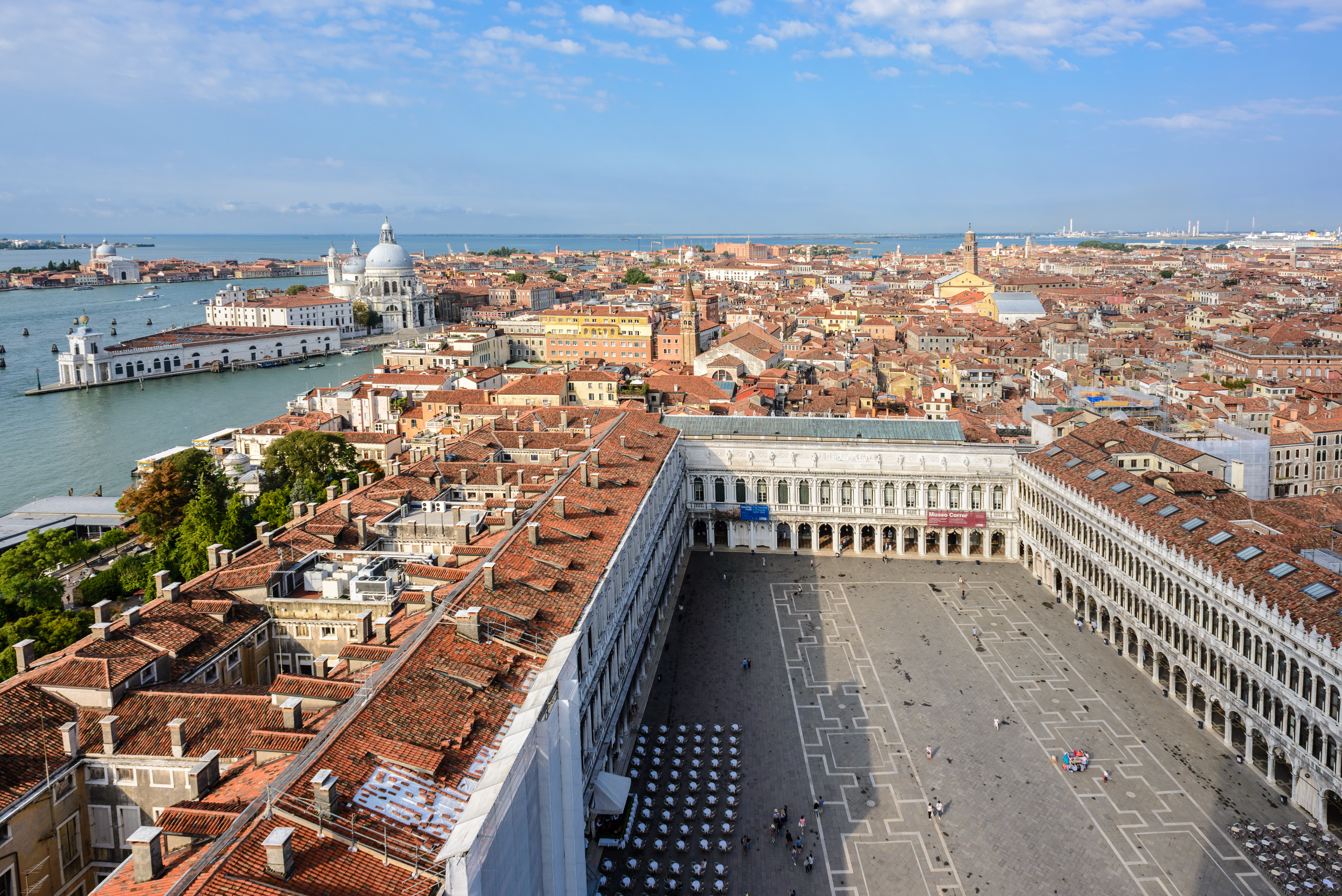
La place Saint-Marc, vue du Campanile.
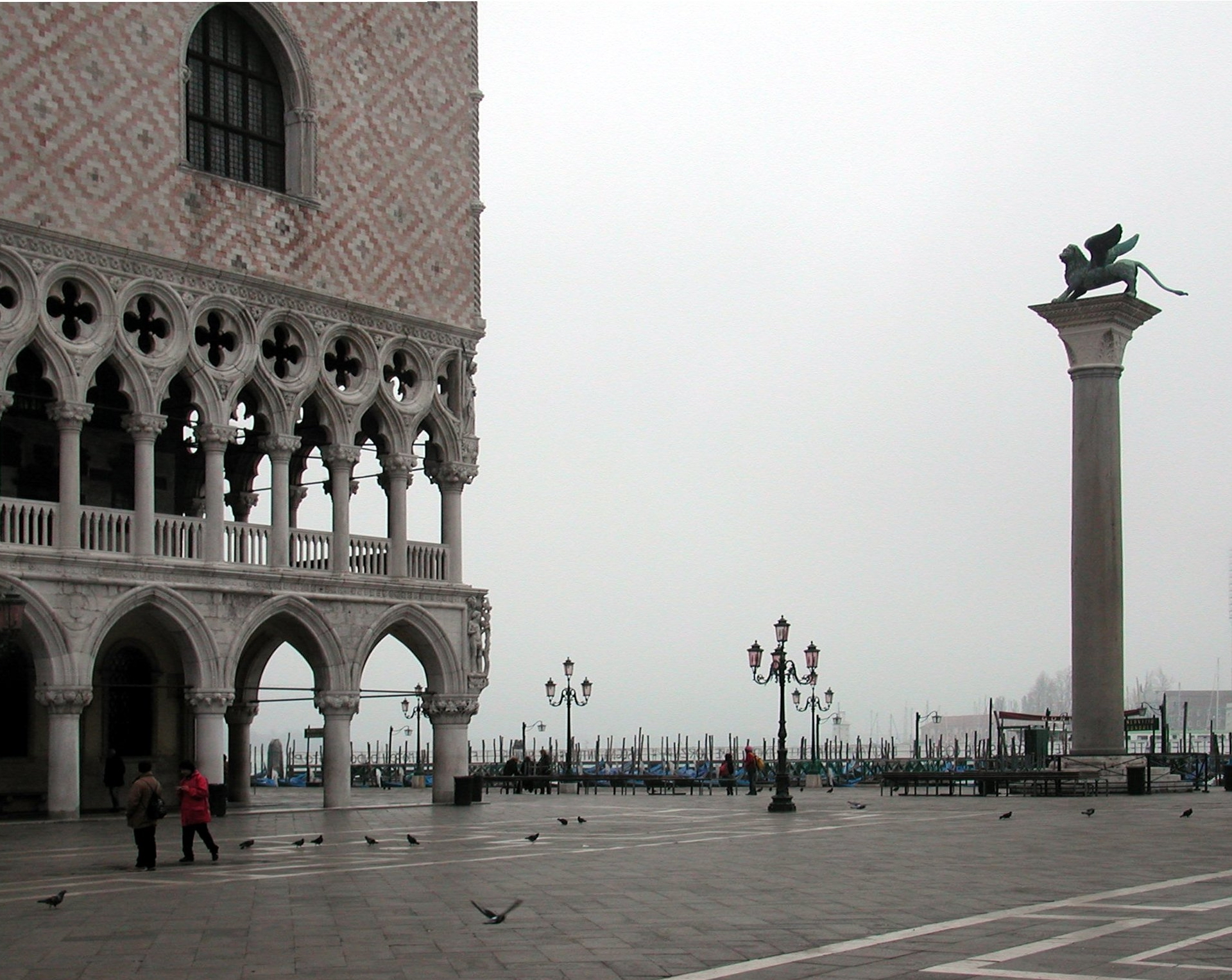
Le lion ailé de saint Marc, puissant protecteur de Venise depuis 828, sur la place Saint-Marc, au bord du Grand Canal, à côté du Palais des Doges.
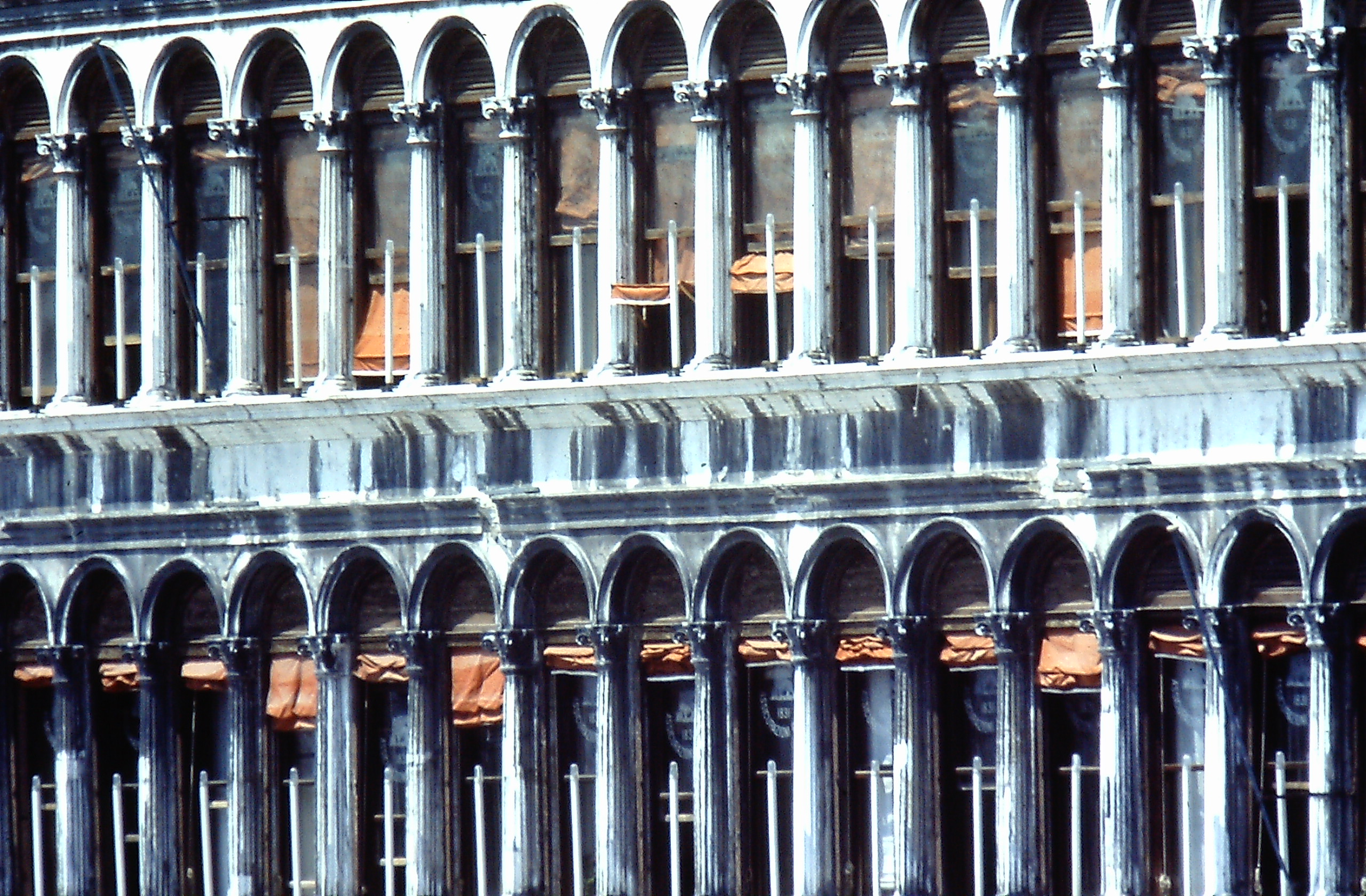
Détail de la façade du côté nord en 1986.
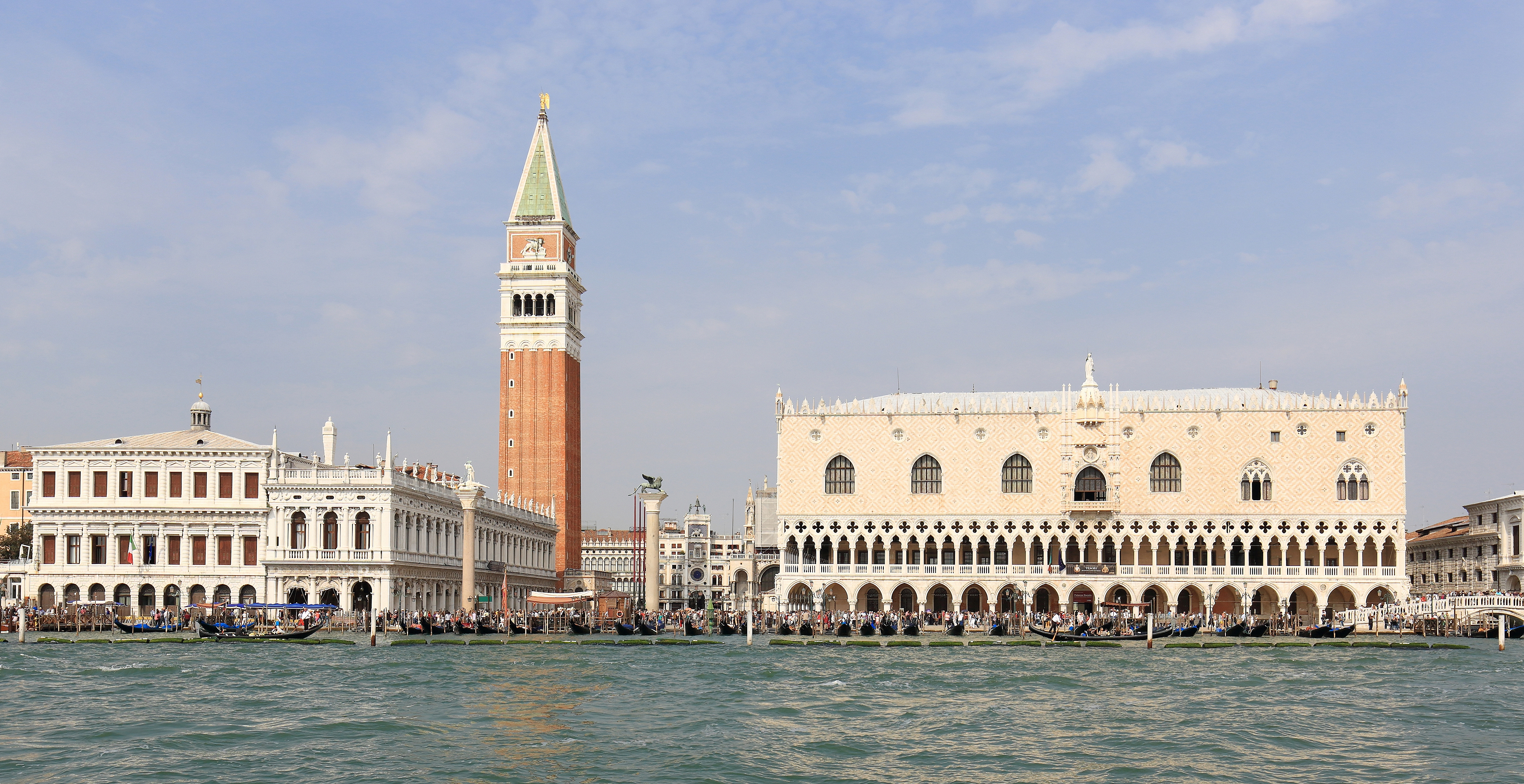
Avec de gauche à droite la Biblioteca Marciana, le campanile de Saint-Marc, la place, et le Zecca. Septembre 2017.

## Les tableaux de Canaletto
Canaletto, peintre vénitien de vedute du XVIIIe siècle a représenté de très nombreuses fois cette place sous différents angles.

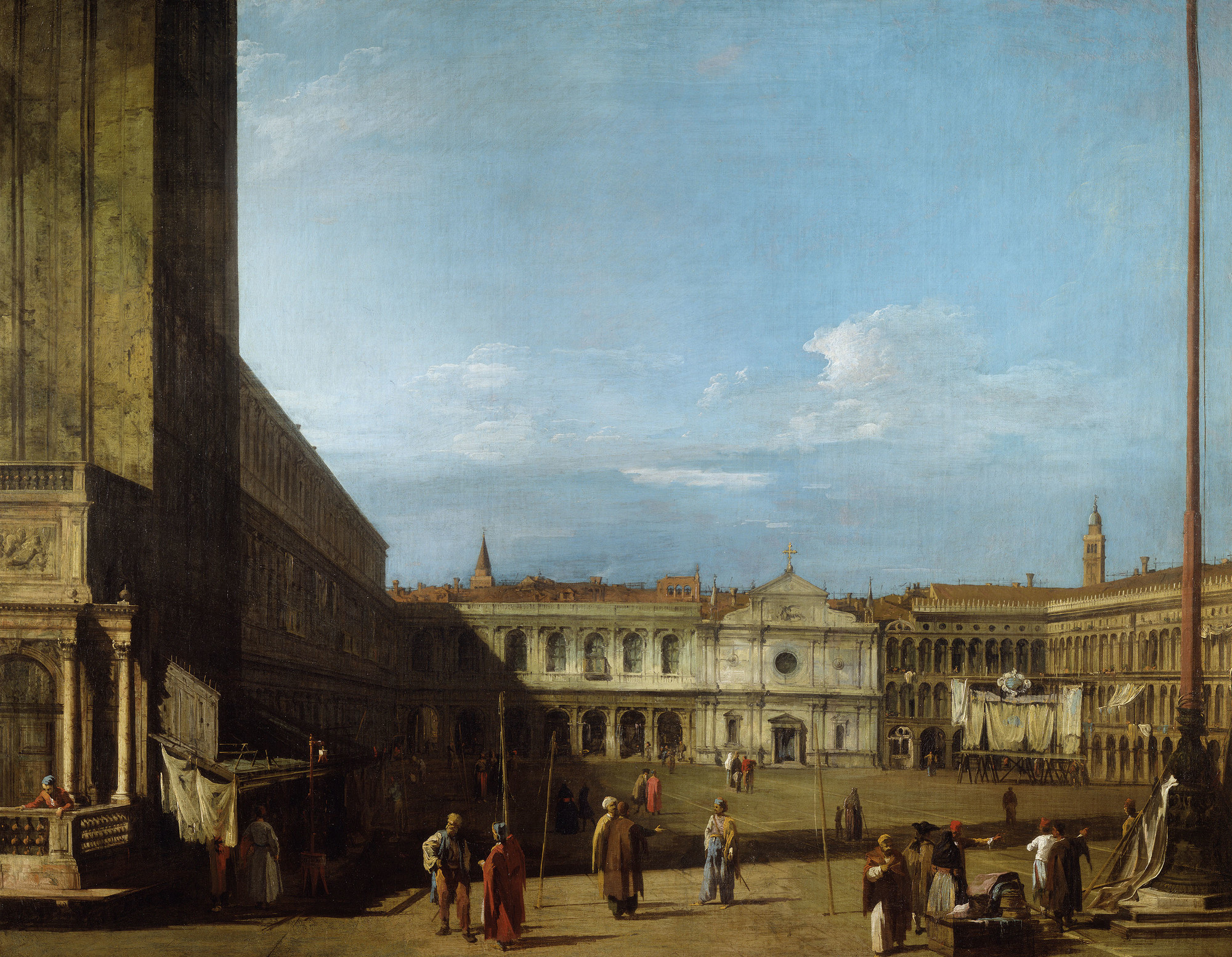
La place Saint-Marc tournée vers l’ouest en direction de San Geminiano, 1723-1724 Royal Collection
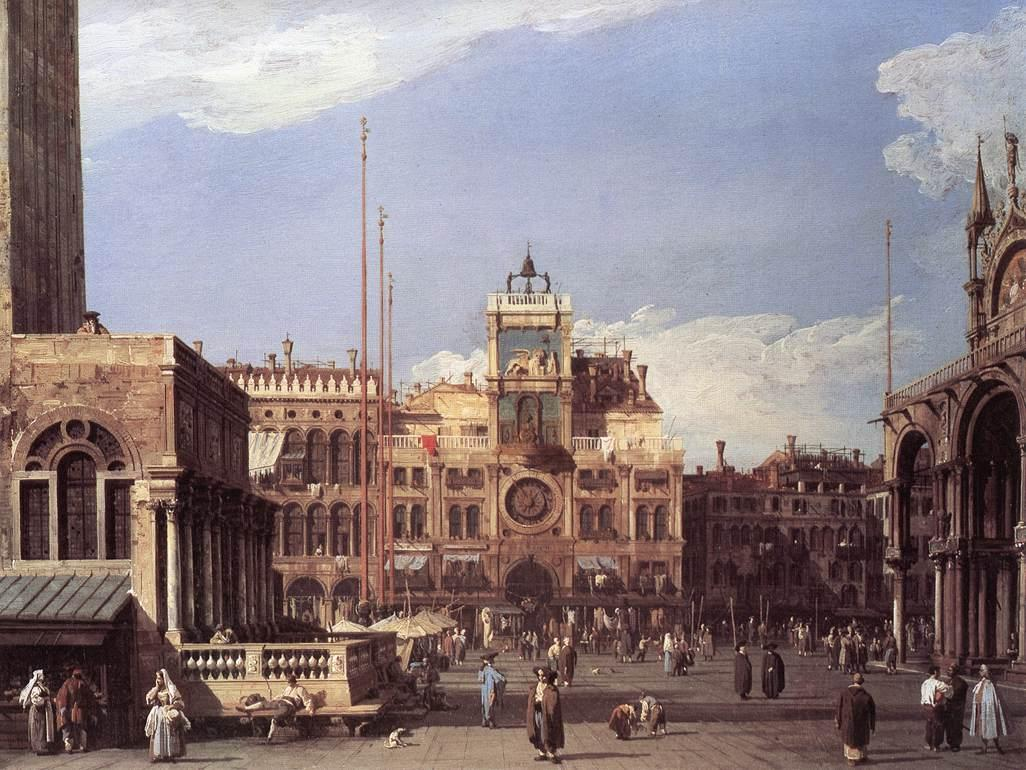
La Tour de l'horloge sur la place Saint-Marc, 1728-1730 Nelson-Atkins Museum of Art
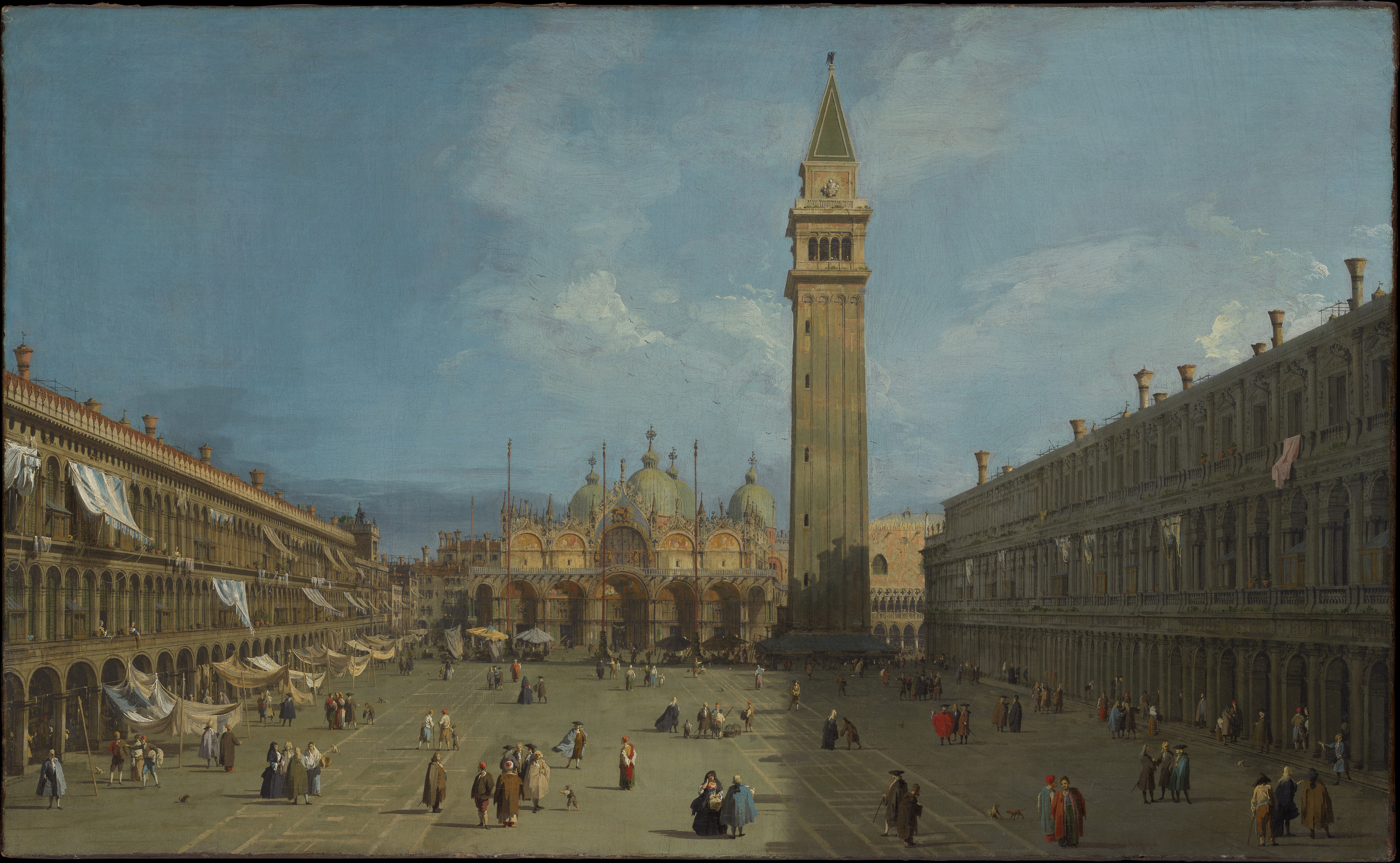
La place Saint-Marc, 1727-1730 Metropolitan Museum of Art
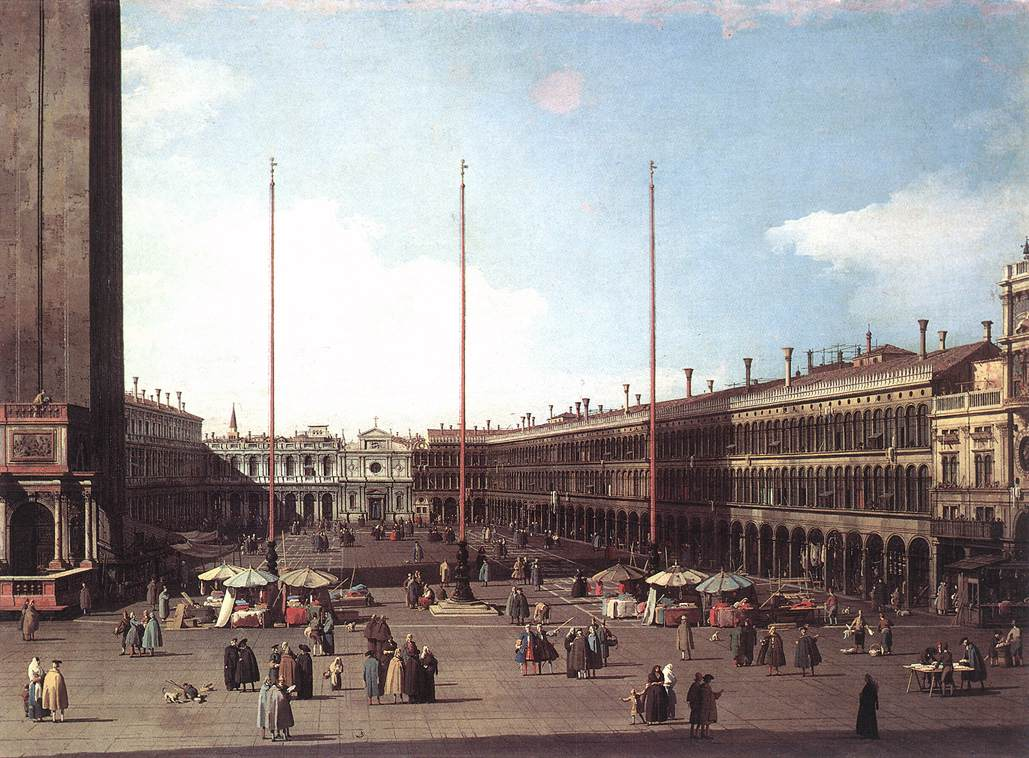
La place Saint-Marc vers l'église San Geminiano, vers 1735 Galerie nationale d'Art ancien (Rome)
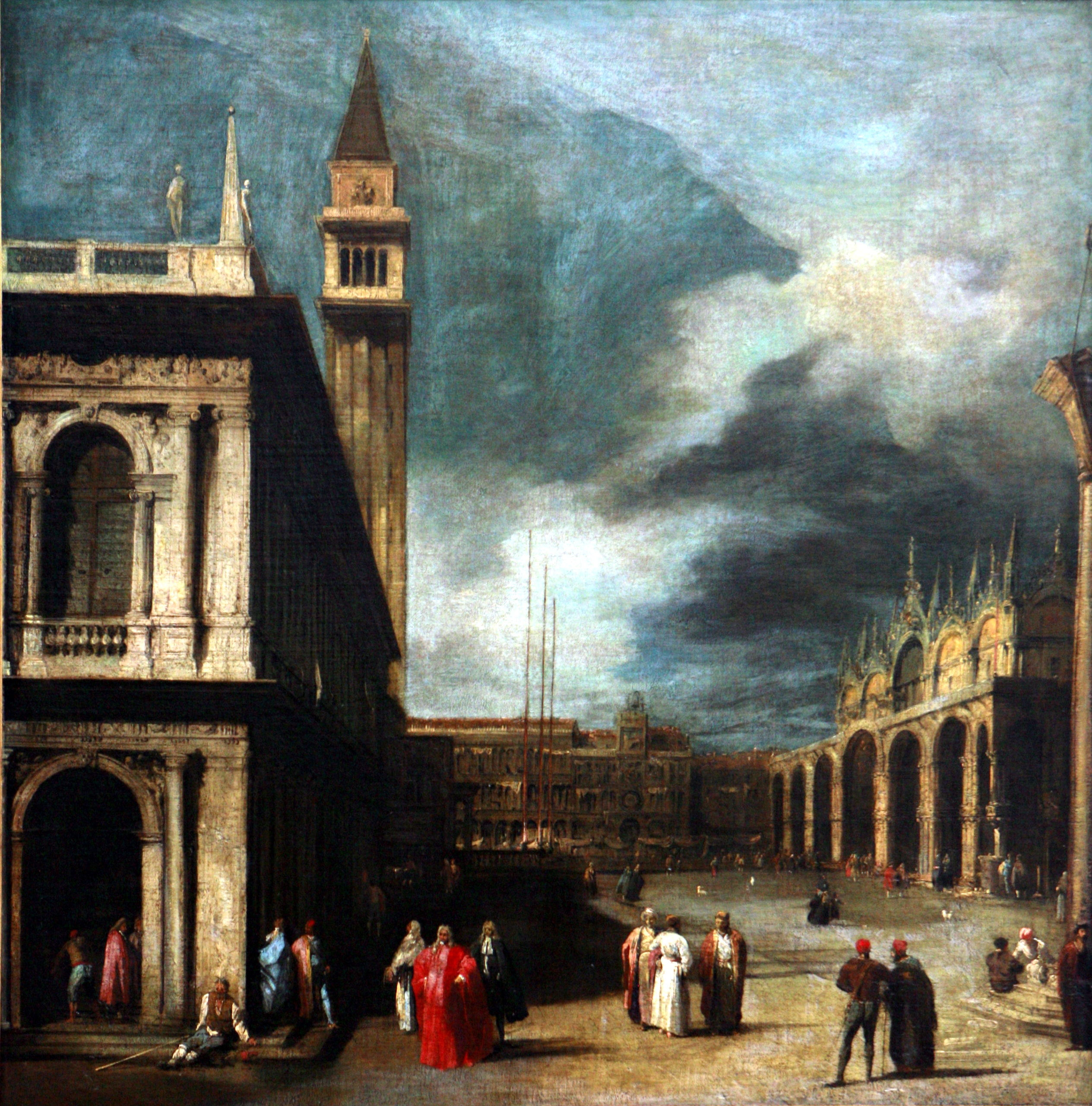
Venise, la Piazzetta San Marco, vers 1740 Musée des Beaux-Arts de Brest
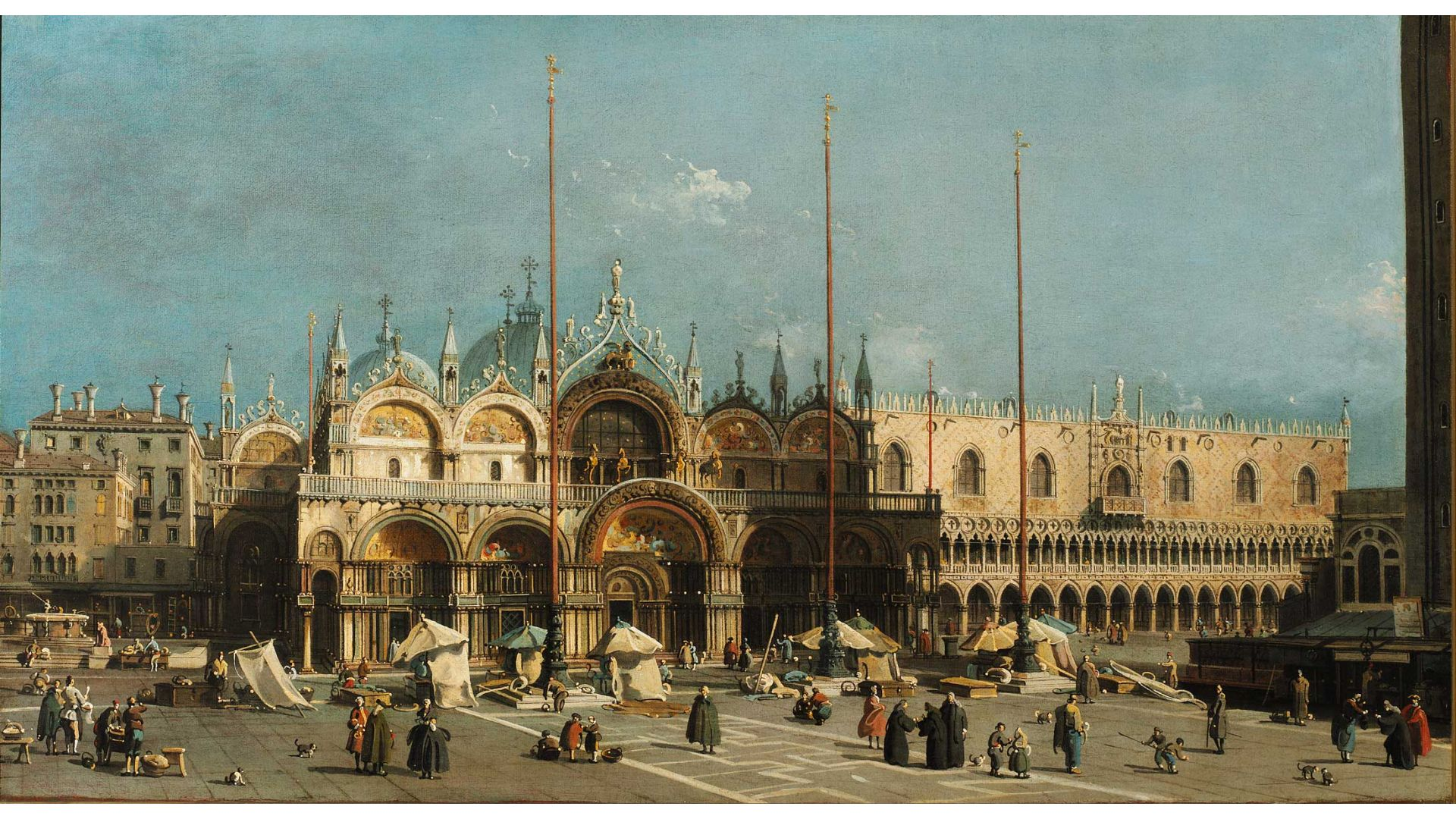
La place Saint-Marc à Venise, 1740-1750 Musée d'Art contemporain de Rolandseck
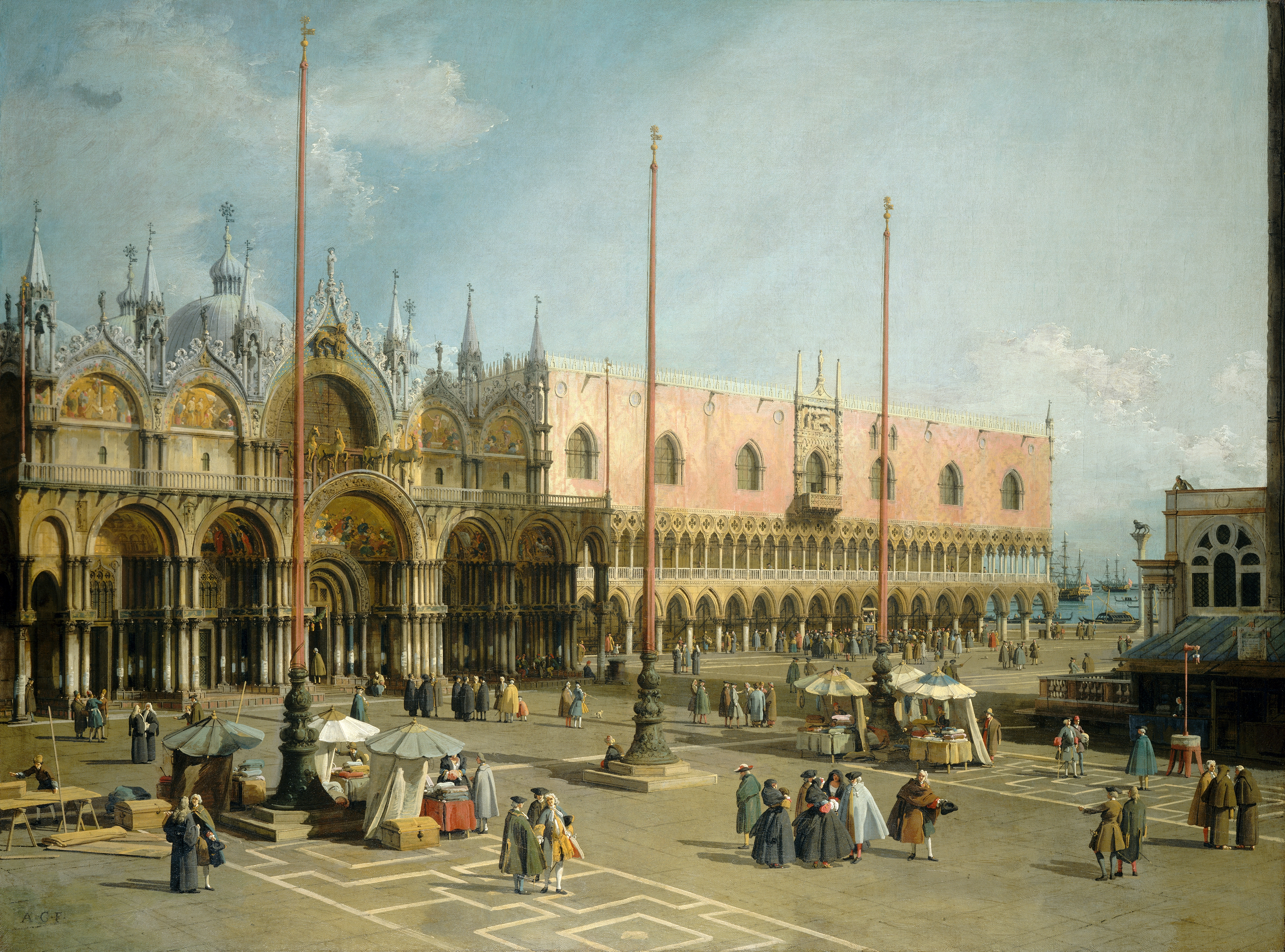
La place Saint-Marc, 1742-1744 National Gallery of Art
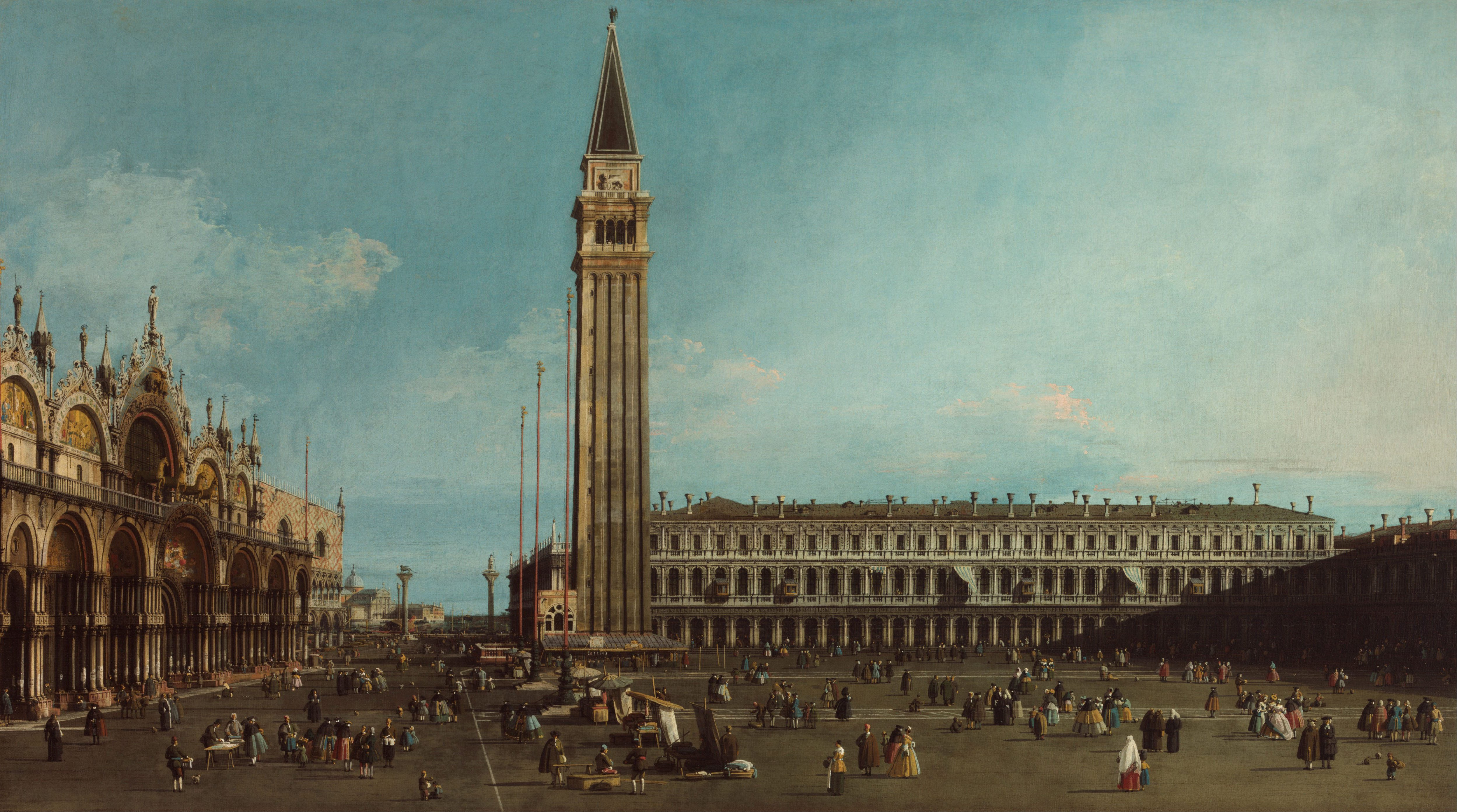
La place Saint-Marc, 1742-1746 Galerie d'art de Nouvelle-Galles du Sud
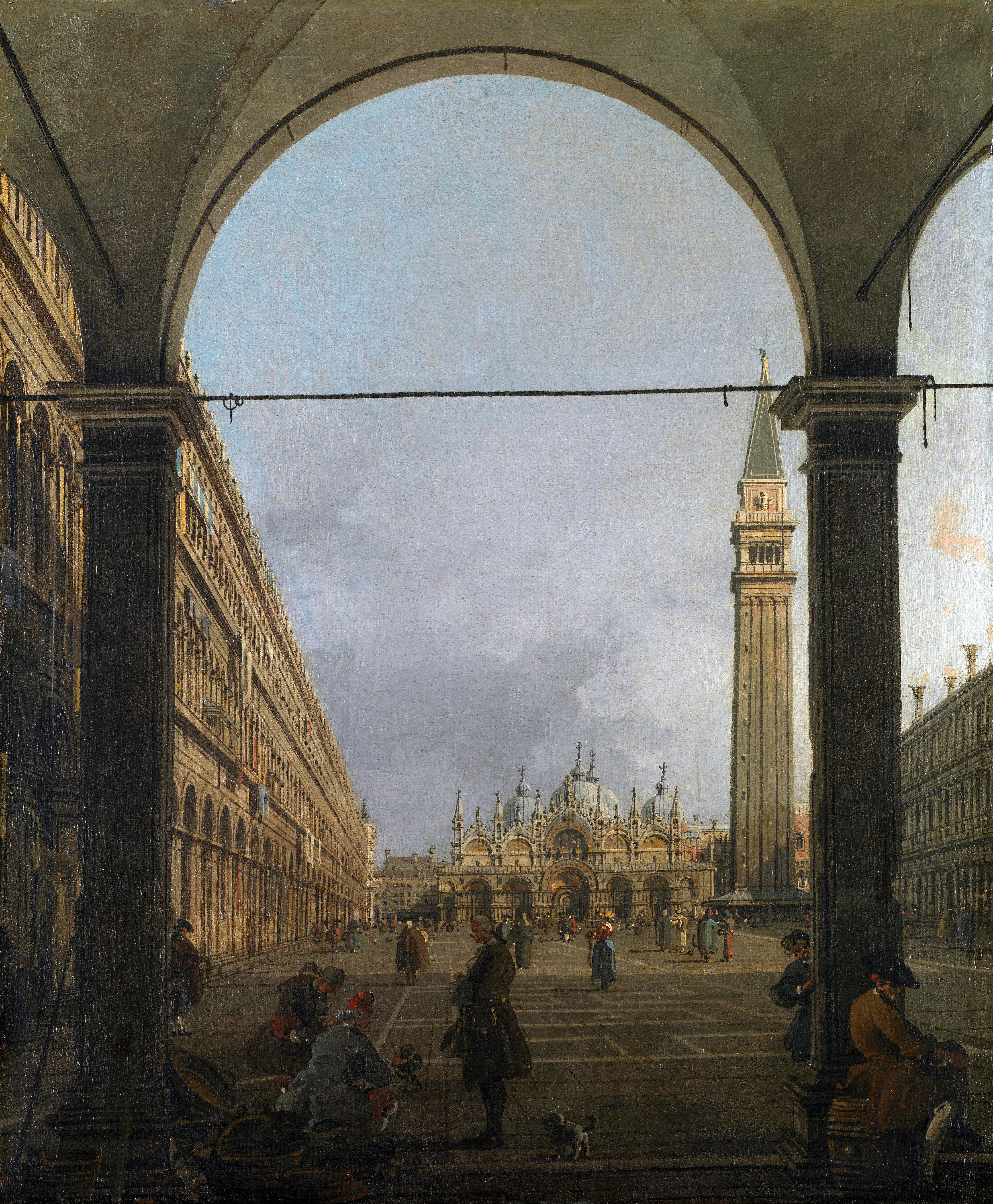
La place Saint-Marc, vers 1758 National Gallery
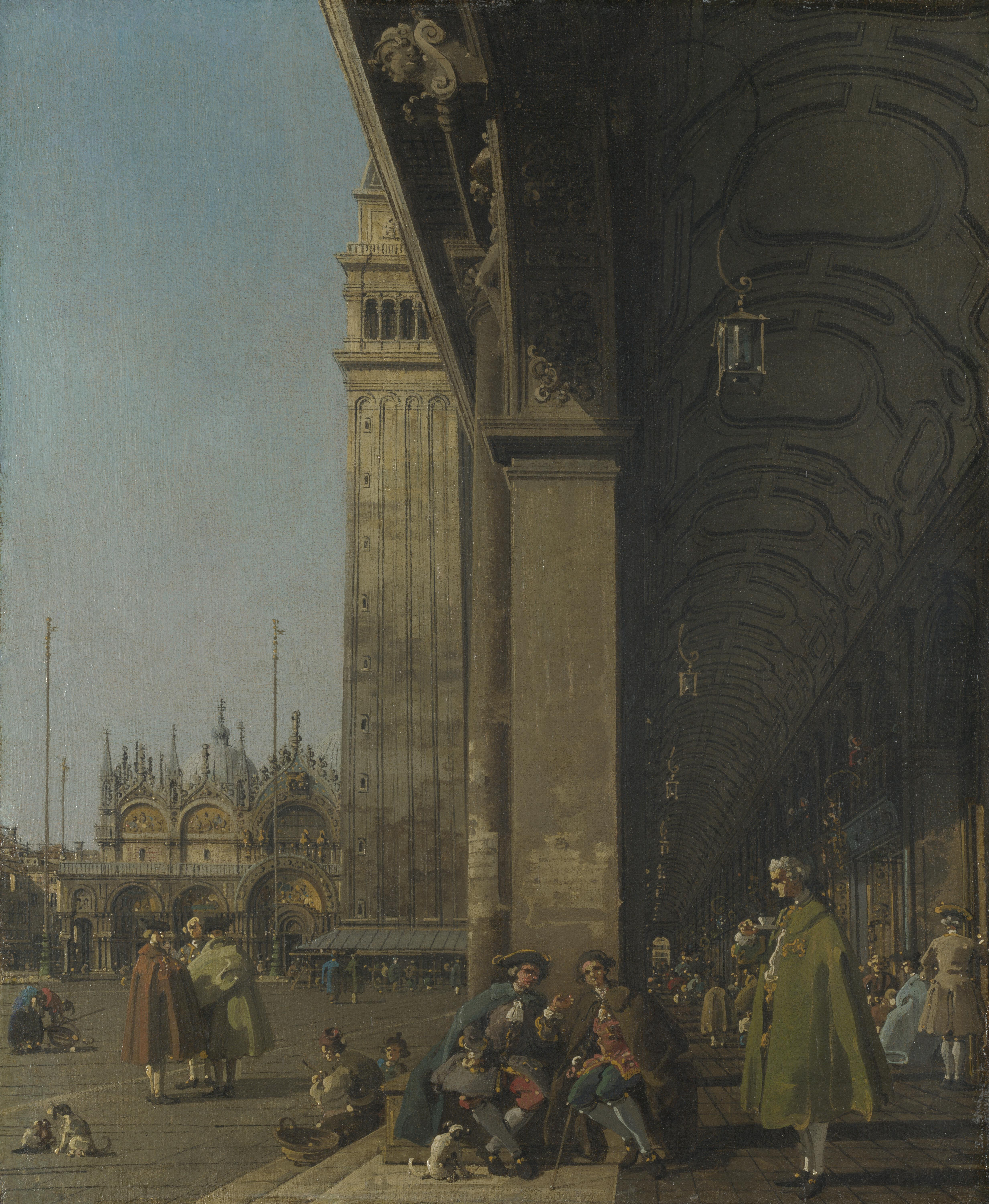
La place Saint-Marc et la colonnade des Procuratie Nuove, vers 1756 National Gallery
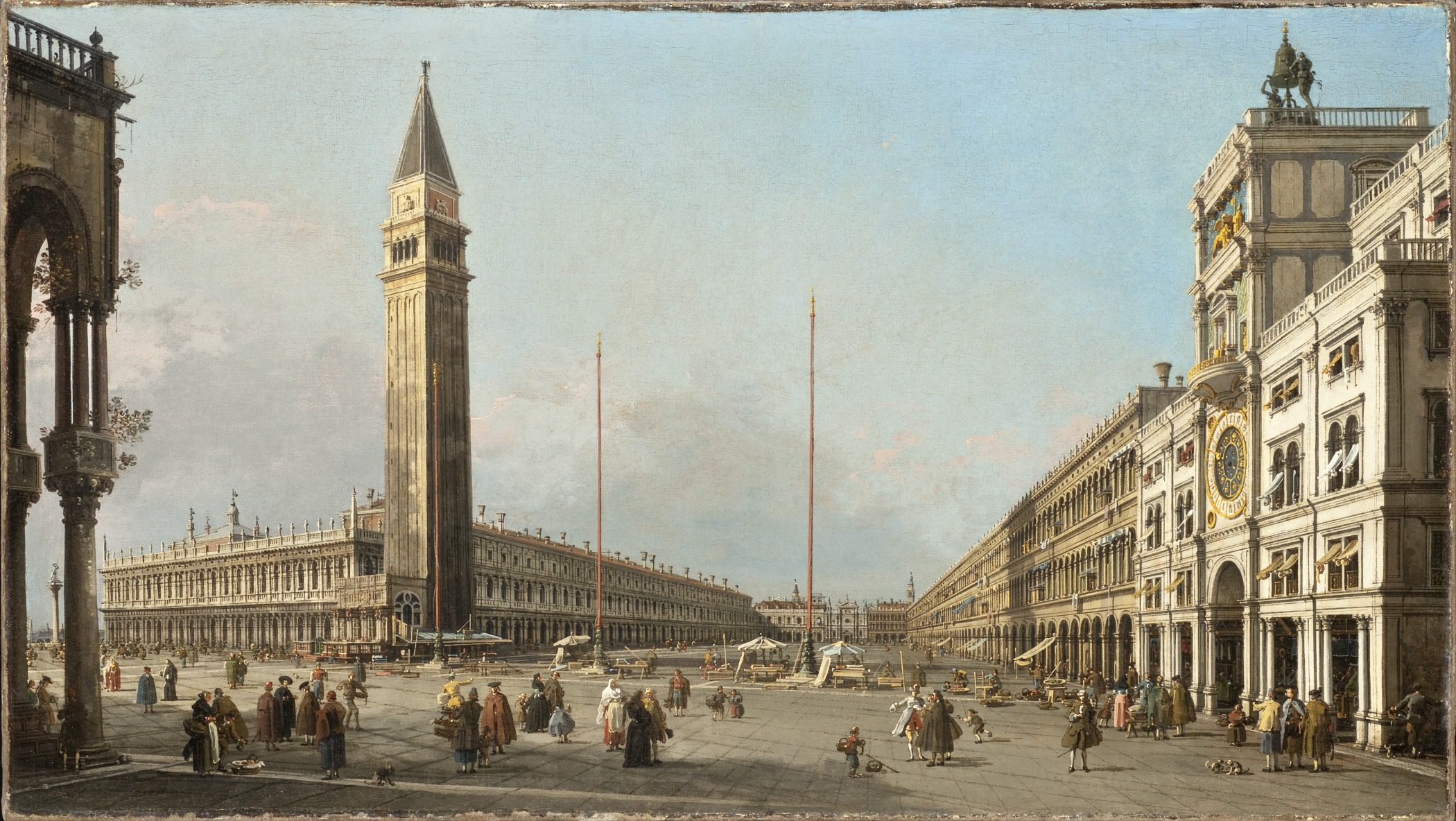
La place Saint-Marc vue sud et ouest, 1763 Musée d'Art du comté de Los Angeles